# Oxford (Nova Jersey)
Oxford és una concentració de població designada pel cens dels Estats Units a l'estat de Nova Jersey. Segons el cens del 2000 tenia 2.283 habitants.

## Demografia
Segons el cens del 2000, Oxford tenia 2.283 habitants, 878 habitatges, i 611 famílies. La densitat de població era de 167,9 habitants/km².
Dels 878 habitatges en un 37,1% hi vivien nens de menys de 18 anys, en un 58,2% hi vivien parelles casades, en un 6,5% dones solteres, i en un 30,4% no eren unitats familiars. En el 26,4% dels habitatges hi vivien persones soles el 12,1% de les quals corresponia a persones de 65 anys o més que vivien soles. El nombre mitjà de persones vivint en cada habitatge era de 2,6 i el nombre mitjà de persones que vivien en cada família era de 3,18.
Per edats la població es repartia de la següent manera: un 27,5% tenia menys de 18 anys, un 4,9% entre 18 i 24, un 36% entre 25 i 44, un 20,3% de 45 a 60 i un 11,3% 65 anys o més.
L'edat mediana era de 36 anys. Per cada 100 dones de 18 o més anys hi havia 95,2 homes.
La renda mediana per habitatge era de 53.281 $ i la renda mediana per família de 64.375 $. Els homes tenien una renda mediana de 45.833 $ mentre que les dones 31.210 $. La renda per capita de la població era de 23.563 $. Aproximadament el 2,6% de les famílies i el 4% de la població estaven per davall del llindar de pobresa.